# Minoa fuscata
Minoa fuscata är en fjärilsart som beskrevs av Hüfnagel 1769. Minoa fuscata ingår i släktet Minoa och familjen mätare. Inga underarter finns listade i Catalogue of Life.